# Child's Pose (película)
Child's Pose (en rumano, Poziția copilului) es una película dramática rumana de 2013 dirigida por Călin Peter Netzer. La película se estrenó en competición en el 63.ª Festival Internacional de Cine de Berlín, donde ganó el Oso de Oro. Se proyectó en la sección Contemporary World Cinema del Festival Internacional de Cine de Toronto de 2013. Luminița Gheorghiu fue nominada como Mejor Actriz en los 26.ª European Film Awards y la película ganó el premio Telia Film Award en el Festival Internacional de Cine de Estocolmo 2013. La película fue seleccionada como la entrada rumana a la Mejor Película Internacional en los 86.ª Premios de la Academia, pero no fue nominada.

## Reparto
- LuminițUn Gheorghiu como Cornelia Keneres, Madre
- Vlad Ivanov como Dinu Laurențiu
- Florin Zamfirescu como Domnul Făgărășanu
- Bogdan Dumitrache como Barbu, Hijo
- Ilinca Goia como Carmen
- NatașUn Raab como Olga Cerchez
- Adrian Titieni como Padre
- Mimi Brănescu como Policía

## Recepción

### Recepción crítica
En el sitio web del agregador de reseñas Rotten Tomatoes, la película tiene un índice de aprobación de "fresco certificado" del 92% basado en 85 reseñas, y una calificación promedio de 7.6/10. El consenso crítico del sitio web dice: "No es necesariamente una visualización fácil, pero gracias a la interesante dirección de Netzer y la fascinante actuación de Gheorghiu, Child's Pose es gratificante". En Metacritic, la película tiene un puntaje promedio ponderado de 77 sobre 100, basado en 23 críticos, lo que indica "críticas generalmente favorables".

### Controversia
La película fue inicialmente rechazada por la junta de cine rumana debido a su controvertida representación de la minoría húngara en Rumania. Después de una intervención del ministro de Cultura, Hunor Kelemen, se anuló la decisión de la junta de cine.

## Premios
- 2013: Oso Dorado, Berlinale
- 2013: Premio Telia Film, Festival Internacional de Cine de Estocolmo